# در خدمت سرویس مخفی ملکه (رمان)
در خدمت سرویس مخفی ملکه (انگلیسی: On Her Majesty's Secret Service) دهمین رمان و یازدهمین کتاب از سری رمان‌های جیمز باند ایان فلمینگ است. این کتاب برای اولین بار در انگلستان توسط جاناتان کیپ در تاریخ ۱ آوریل ۱۹۶۳ منتشر شد. فلمینگ فرمول و ساختار را نسبت به رمان قبلی‌اش، "جاسوسی که مرا دوست داشت"، تغییر داد و تلاش زیادی کرد تا یک اثری ارائه دهد که با الگوی معمول خود تطابق داشته باشد. چاپ اول و دوم به سرعت به پایان رسیدند و بیش از ۶۰٬۰۰۰ نسخه در ماه اول فروخته شد، دو برابر فروش ماه اول کتاب قبلی. فلمینگ این رمان را در گلدن‌آی، خانه تعطیلاتی جامائیکا، نوشت، در حالی که "دکتر نو"، اولین فیلم از مجموعه فیلم‌های جیمز باند تولید شده توسط Eon Productions، در نزدیکی تصویربرداری می‌شد.
« در خدمت سرویس مخفی ملکه» دومین کتاب از سه گانهٔ «بلوفلد» است که با «تاندربال» شروع شده و با «تو تنها زنده بمانی» خاتمه می‌یابد. این قسمت بر جستجوی باند برای پیدا کردن ارنست استاورو بلوفلد پس از واقعه تاندربال تمرکز دارد. باند بلوفلد را در سوئیس پیدا می‌کند و به مرکزی که او در آن قرار دارد حمله می‌کند، با این حال بلوفلد در ابهام فرار می‌کند. باند با ترسا وینچنزو باند آشنا می‌شود و عاشق او می‌شود. این زوج در پایان رمان ازدواج می‌کنند، اما چند ساعت پس از مراسم، بلوفلد و همسرش، ارما بونت، به زوج حمله می‌کنند و تریسی کشته می‌شود. فلمینگ شخصیت باند را در کتاب توسعه داد، این نشان داد که یک جنبه عاطفی که در داستان‌های قبلی وجود نداشت، نشان می‌دهد.
مانند رمان‌های قبلی، فلمینگ از تجارب گذشته خود و جزئیات افرادی که در طول کارش ملاقات کرده برای ارائه جزئیات در «خدمت مخفی اعظم» استفاده کرد.